# Jennie Muskett
Jennifer Jean Muskett (* 1955) ist eine britische Komponistin.

## Leben
Jennifer Jean Muskett wuchs in einer musikalischen Familie auf. Sie studierte Musik am Royal College of Music in London. Anschließend spielte sie mehrere Jahre als Cellistin in unterschiedlichen Orchestern, bevor sie als Komponistin für Naturdokumentationen von National Geographic, Discovery, BBC und IMAX Arbeit fand. Mit dem von Rod Hardy und George Trumbull Miller inszenierten Abenteuerfilm Robinson Crusoe debütierte sie 1997 als Komponistin für einen Langspielfilm. Für die Fernsehserie Spooks – Im Visier des MI5 komponierte sie von 2002 bis 2005 über 36 Folgen lang die Musik, wobei sie 2003 und 2005 jeweils für einen BAFTA TV Award nominiert wurde.
Mit der von Martha Coolidge inszenierten und mit Julia Stiles und Luke Mably in den Hauptrollen besetzten Komödie Der Prinz & ich debütierte Muskett mit einem Hollywoodfilm. Seitdem lebt und arbeitet sie sowohl in London als auch in Los Angeles.

## Filmografie (Auswahl)
- 1988: Die Leute aus dem Wald (People of the Forest: The Chimps of Gombe)
- 1997: Robinson Crusoe (Daniel Defoe’s Robinson Crusoe)
- 2002–2005: Spooks – Im Visier des MI5 (Spooks, Fernsehserie, 36 Folgen)
- 2004: Der Prinz & ich (The Prince & Me)
- 2005: Pizza & Amore (Pizza My Heart)
- 2006: Material Girls
- 2006: Über Nacht Familienvorstand (Hello Sister, Goodbye Life)
- 2008: Miss Austen Regrets
- 2009: An American Girl: Chrissa setzt sich durch (An American Girl: Chrissa Stands Strong)